# 奥川恭伸
奥川 恭伸（おくがわ やすのぶ、2001年4月16日 - ）は、石川県かほく市出身のプロ野球選手（投手）。右投右打。東京ヤクルトスワローズ所属。

## 経歴

### プロ入り前
小学校2年生の時に、宇ノ気ブルーサンダーで野球を始めた。チームメイトの山瀬慎之助と高校までバッテリーを組む。かほく市立宇ノ気中学校では軟式野球部に所属し、3年夏の全国中学校軟式野球大会では投手として全国制覇に貢献した。その後星稜高等学校に進み、1年の春からベンチ入りを果たす。その後、2年春の選抜から4期連続で甲子園の出場を果たした。特に3年の夏の甲子園では準優勝投手となった。2018年の明治神宮大会でも準優勝投手になっている。同学年に山瀬慎之助、1学年下に内山壮真がいる。
2019年9月5日に行われた18歳以下の野球ワールドカップの2次リーグ初戦のカナダ戦に登板して、7回を投げて18奪三振1失点を記録した。特に、2回までのアウトはすべて三振で、スライダーで三振を奪ったのは14個だった。チームの大会結果は見事5位に輝いた。大会終了時には世界チーム（All-World Team）に選出されている。
2019年9月29日に行われた茨城国体の高校野球硬式競技・1回戦の智弁和歌山戦に先発し、球速150km/hを記録し、5つの三振を奪ったものの、6安打2失点を喫し、4回途中で降板した。この試合は、開門前におよそ3500人が集まり、この影響で予定を2時間早めて、5時45分に開場、結局、この試合は1万400人が観戦に訪れ、3回が終わったあたりから入場規制が行われるほどの盛況ぶりだった。試合終了後、自身が2019年9月27日に正式にプロ志望届を提出したことを明らかにした。その後、2019年9月30日付をもって日本高等学校野球連盟のホームページの中の「プロ志望届提出者一覧」に掲載された。
2019年10月17日に開催されたドラフト会議において、読売ジャイアンツ、阪神タイガース、東京ヤクルトスワローズの3球団から1位指名を受け、抽選の結果ヤクルトが交渉権を獲得した。契約金1億円＋出来高払い5000万円（出来高払いは5年目まで設定された）、年俸1600万円で入団に合意。背番号は11。

### ヤクルト時代
2020年、プロ入り後初の球場のマウンドの投球練習では151km/hを計測。二軍戦初先発では154km/hを記録し1回を打者3人に対して2奪三振と大器の片鱗を見せた。その後も二軍で投球回を抑えながらも安定した投球を続け、7試合に登板、19回2/3を投げ防御率1.83の好成績を残し、シーズン終盤の11月7日に一軍登録された。ヤクルトの2020年最終戦となる11月10日の広島東洋カープ戦（明治神宮野球場）でプロ初登板初先発を果たすが、2回0/3を投げて被安打9、2奪三振、5失点でプロ初黒星を喫した。
2021年は、オープン戦から登板を重ね、前半戦は10日以上の間隔を開ける形で先発ローテに抜擢された。シーズン初登板は開幕3戦目となる3月28日の阪神タイガース戦（明治神宮野球場）で、5回を投げ3失点だった。4月8日の広島戦（明治神宮野球場）で2度目の先発登板をし、5回5失点も援護に恵まれプロ初勝利を挙げたものの、3・4月は15イニングで25被安打を喫し、防御率も7.20と投球内容は振るわなかった。しかし、5月頃からストレートの球威も増していき多彩な変化球の制球も良化し被打率が低下していくと、中10日を開ける変則ローテーションながら先発の軸として活躍。交流戦以降は7試合連続無四球（与死球1）と抜群の制球を披露し、投球もより安定感を見せた。10月8日の阪神戦で、54回1/3イニングぶりの四球を出すものの6回2/3を1失点でまとめ、チームが6年ぶりのマジックを点灯させた試合で勝利投手となった。最終的に18先発で12QS（5HQS）と先発陣の中で屈指の安定感を発揮し、チームトップタイ、リーグ8位タイの9勝を記録して優勝に大きく貢献した。四球数は105イニングでわずか10個、奪三振率は7.80とシーズンを通して高い制球力とコンスタントに三振を奪う投球を両立させ、K/BBは9.10と非常に高い数字を記録した（セ・リーグの規定投球回到達投手でトップを記録したのは中日ドラゴンズの大野雄大の4.54）。
巨人とのクライマックスシリーズファイナルステージでは初戦の先発を任され、98球でプロ入り後初めての完投を完封で飾る（マダックス）。20歳6か月での完封勝利はクライマックスシリーズ史上最年少記録となった。この活躍によりクライマックスシリーズのMVPを獲得。20歳での獲得は2007年パ・リーグのダルビッシュ有を抜き、両リーグ通じ最年少での獲得となった。オリックス・バファローズとの日本シリーズでも初戦の先発を任され、沢村賞を獲得した山本由伸と投げ合いを演じ、6回1失点の山本に対して7回1失点の好投を見せる。降板直後の8回に村上宗隆の勝ち越し本塁打で勝利投手の権利を得るも、チームが逆転サヨナラ負けを喫したことでシリーズ初勝利はならなかったが、チームは見事日本一に輝いた。オフの契約更改では、2000万増額の推定年俸3600万円で更改した。
2022年、シーズンキャンプから右足のコンディション不良が伝えられる。3月29日の巨人戦で同年初登板を果たすが、右肘を痛めて登録抹消となった。さらに7月にはCOVID-19の陽性反応の診断を受けた。結局同シーズンは1試合の登板に終わり、二軍での登板もなかった。同年の日本シリーズ終了後には右肘のトミー・ジョン手術の可能性が報じられたが、最終的には保存的療法を選択した。12月5日には900万円ダウンの推定年俸2700万円で契約を更改した。また、同年オフに背番号を11から18に変更。
2023年4月18日にイースタン・リーグで385日ぶりに実戦復帰するが、一軍での登板はなかった。12月6日、600万円減となる推定年俸2100万円で契約を更改した。
2024年もキャンプ時から故障に苦しんだが地道にリハビリを重ね、6月14日の対オリックス戦（京セラ）にて約2年ぶりに一軍登板を果たし5回1失点の好投で980日ぶりの先発勝利を挙げた。 ヒーローインタビューでは「ファンの皆さんに期待してもらっている中で、すごく長い時間待たせてしまった。（中略）僕にとってすごく大きな１勝になった」と号泣で喜びを語った。

## 選手としての特徴
スリークォーターからストレートと、スライダー・フォーク・カットボールを投げる。特にキレのあるスライダーに定評がある。
プロ入り後の最速は155km/h。高校時代の2019年7月21日には最速158km/hを計測されたことがあるが、158km/hを計測した石川県立野球場のスピードガンの精度に信頼性がないとされ（当日の球速表示は他の投手も普段より5km/hほど速かった）、奥川も最速とは考えていない。

## 詳細情報

### 年度別投手成績
| 年 度     | 球 団     | 登 板 | 先 発 | 完 投 | 完 封 | 無 四 球 | 勝 利 | 敗 戦 | セ 丨 ブ | ホ 丨 ル ド | 勝 率 | 打 者 | 投 球 回 | 被 安 打 | 被 本 塁 打 | 与 四 球 | 敬 遠 | 与 死 球 | 奪 三 振 | 暴 投 | ボ 丨 ク | 失 点 | 自 責 点 | 防 御 率 | W H I P |
| --------- | --------- | ----- | ----- | ----- | ----- | -------- | ----- | ----- | -------- | ----------- | ----- | ----- | -------- | -------- | ----------- | -------- | ----- | -------- | -------- | ----- | -------- | ----- | -------- | -------- | ------- |
| 2020      | ヤクルト  | 1     | 1     | 0     | 0     | 0        | 0     | 1     | 0        | 0           | .000  | 15    | 2.0      | 9        | 1           | 0        | 0     | 0        | 2        | 0     | 0        | 5     | 5        | 22.50    | 4.50    |
| 2021      | ヤクルト  | 18    | 18    | 0     | 0     | 0        | 9     | 4     | 0        | 0           | .692  | 413   | 105.0    | 99       | 11          | 10       | 0     | 2        | 91       | 3     | 1        | 38    | 38       | 3.26     | 1.04    |
| 2022      | ヤクルト  | 1     | 1     | 0     | 0     | 0        | 0     | 0     | 0        | 0           | ----  | 15    | 4.0      | 2        | 1           | 1        | 0     | 0        | 3        | 0     | 0        | 1     | 1        | 2.25     | 0.75    |
| 2024      | ヤクルト  | 7     | 6     | 0     | 0     | 0        | 3     | 2     | 0        | 0           | .600  | 136   | 32.2     | 29       | 4           | 9        | 0     | 3        | 12       | 1     | 0        | 12    | 10       | 2.76     | 1.16    |
| 通算：4年 | 通算：4年 | 27    | 26    | 0     | 0     | 0        | 12    | 7     | 0        | 0           | .632  | 579   | 143.2    | 139      | 17          | 20       | 0     | 5        | 108      | 4     | 1        | 56    | 54       | 3.38     | 1.11    |

- 2024年度シーズン終了時
- 各年度の太字はリーグ最多

### 年度別守備成績
| 年 度 | 球 団    | 投手  | 投手  | 投手  | 投手  | 投手  | 投手     |
| 年 度 | 球 団    | 試 合 | 刺 殺 | 補 殺 | 失 策 | 併 殺 | 守 備 率 |
| ----- | -------- | ----- | ----- | ----- | ----- | ----- | -------- |
| 2020  | ヤクルト | 1     | 0     | 0     | 0     | 0     | ----     |
| 2021  | ヤクルト | 18    | 10    | 14    | 0     | 3     | 1.000    |
| 2022  | ヤクルト | 1     | 0     | 0     | 0     | 0     | ----     |
| 2024  | ヤクルト | 7     | 2     | 3     | 0     | 1     | 1.000    |
| 通算  | 通算     | 27    | 12    | 17    | 0     | 4     | 1.000    |

- 2024年度シーズン終了時

### 表彰
- セ・リーグ 連盟特別表彰：1回（新人特別賞：2021年[注 1]）
- クライマックスシリーズMVP：1回（2021年） ※史上最年少記録

### 記録
初記録
投手記録
- 初登板・初先発登板：2020年11月10日、対広島東洋カープ24回戦（明治神宮野球場）、2回0/3を5失点で敗戦投手[15][52]
- 初奪三振：同上、1回表に堂林翔太から空振り三振[15]
- 初勝利・初先発勝利：2021年4月8日、対広島東洋カープ3回戦（明治神宮野球場）、5回5失点[19][53]

打撃記録
- 初打席：2021年3月28日、対阪神タイガース3回戦（明治神宮野球場）、3回裏にジョー・ガンケルから遊ゴロ
- 初安打：2021年4月23日、対中日ドラゴンズ3回戦（明治神宮野球場）、2回裏に松葉貴大から左前安打[54][55][56]

その他の記録
- クライマックスシリーズ初登板初完封勝利：2021年11月10日、対読売ジャイアンツ（明治神宮野球場）、9回98球9奪三振無四球 ※20歳6か月での完封はクライマックスシリーズ史上最年少[57]

### 背番号
- 11（2020年 - 2022年）
- 18（2023年 - ）

### 登場曲
- 「宿命」Official髭男dism（2020年 - ）

### 代表歴
- 2019 WBSC U-18ワールドカップ 日本代表